# Хенгевелд, Герард
Герард Хенгевелд (нидерл. Gerard Hengeveld; 7 декабря 1910 года, Кампен — 28 октября 2001 года, Берген, Нидерланды) — нидерландский пианист, композитор и музыкальный педагог.
Окончил Амстердамскую консерваторию у Сема Дресдена, затем учился также у Карла Фридберга. В 1929—1976 годах преподавал в Амстердамской и Гаагской консерваториях. Автор многочисленных этюдов и других учебных пьес для фортепиано, а также двух фортепианных концертов, скрипичной и виолончельной сонат, других камерных и вокальных сочинений. Записал диск со своими сочинениями для фортепиано соло; среди других записей Хенгевелда — Симфонические вариации Сезара Франка с оркестром под управлением Эдуарда ван Бейнума (1939).
В числе его известных учеников — Юриан Андриссен.